# Stabkirche Heimaey

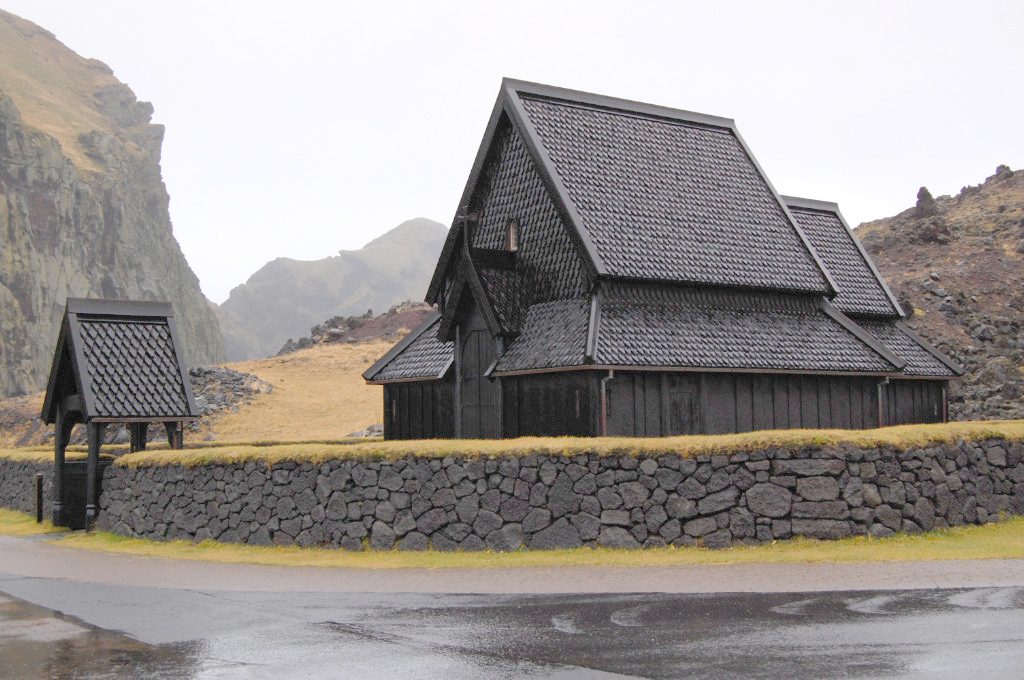
Stabkirche Heimaey

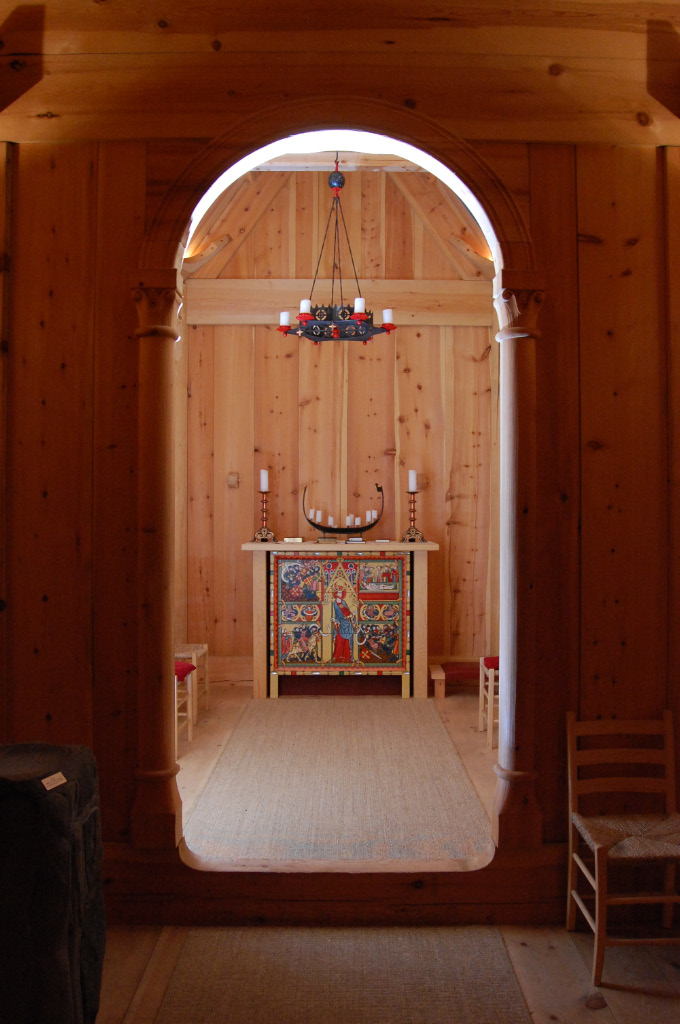
Blick in den Chor

Die Stabkirche Heimaey steht auf der zu den Vestmannaeyjar gehörenden isländischen Insel Heimaey.
Die Kirche ist eine moderne Kopie einer mittelalterlichen Stabkirche. Der im norwegischen Lom nach der Vorlage der Stabkirche Haltdalen konstruierte und nach Island verschiffte Bau wurde am 30. Juli 2000 als Geschenk von Norwegen an Island übergeben. Er wurde zum tausendjährigen Jubiläum im Gedenken an die im Jahr 1000 vom norwegischen König Olav I. Tryggvason auf Island errichtete Kirche gebaut; diese Kirche war jedoch keine Stabkirche. Olav I. war einer der ersten christlichen Könige in Norwegen und trieb die Christianisierung in Norwegen voran.